# Вијетнамско царство
Вијетнамско царство (Вијетнамски: Đế quốc Việt Nam; Јапански:ベトナム帝国 [Betonamu Teikoku - Бетонамо Тејкоку]) је било краткотрајан вазал Јапанаског царства током Другог светског рата. Царство је под својом контролом имало бивше француске протекторате Тонкина и Анана од 11. марта и 25. августа 1945. године. Царство је такође успело да при крају рата себи присвоји Кочинчину.
Царство је пропало 23. августа 1945. када је Вијетмин заузео Хуе, престоницу државе. Влада је убрзо након тога пропала, што је довело до абдикације Бао Даја, цара Вијетнама, два дана касније, 25. августа 1945. године.

## Историја
Током Другог светског рата, након пада Француске и успостављања Вишијевске Француске, Индокина је у стварности пала под власт Јапанаца, али Јапан је ипак остао у позадини док је Вишијевским администраторима дао номиналну контролу. 
Све се променило сслобођења Француске, где је Јапан отворено преузео контролу над Индокином 9. марта 1945.  Како би добили подршку Вијетнамаца, jапански окупатори су прогласили да ће вратити независност Вијтнама.  То се и ''десило'' 11. марта 1945., када је цар Бао Дај био допуштен да изјави независност Вијетнама. Ову деккларацију је припремио Сајико Јокојама, министар економије јапанске дипломатске мисије у Индокини и каснијем саветнику Бао Даја.

## Пад царства
У августу Вијтнам је доживео низ важних политичких догађаја. Савезници су већ осмислили како би изгледао после-ратни свет, што би дефинитивно значило разоружавање Јапанаца и подела Вијетнама на сфере утицаја. Јапасне трупе су биле подељене, неке су подржавале Вијетмин а неке садашњу централну владу. Током овог политичког хаосе разне политичке групе су се бориле за моћ. 
Кимова (централна) влада 12. августа постала ''привремена влада''. Мало касније 14. августа Бао Дај је укинуо француско право на територију Вијетнама. Међутим, Вијетмин је успео да спречи долазак речи до југа. Тиме су се важне политичке фигуре ,које су биле против комунизма, створили савез под именом ''Национални Уједињени Фронт'' (Вијетнамски: Nguyễn Xuân Chữ) са циљем да униште Вијетмин.
Ипак, ти напори нису спречили Вијетмин да започну своју Августну револуцију. Вијетмин је такође успео да под своју контролу стави демонстрације које су дешавале у Ханоју 17. августа. До 19. августа Н.У.Ф. је био приморан да се преда. Ово је, заједно са предајом јапанске војске 21. августа, довело до потпуног пада Кимове владе. Убрзо након тога, 23. августа, Вијетмин је заузео Хуе и два дана касније Бао Дај је абдицирао. Тим догађајима је царство званично пало.